# Everglow
Everglow (hangeul : 에버글로우), stylisé ΣVΣRGLOW, est un girl group sud-coréen de K-pop formé en 2019 par Yuehua Entertainment Korea. Le groupe est composé de six membres : E:U, Sihyeon, Mia, Onda, Aisha et Yiren. Le groupe sort son premier album Arrival of Everglow le 18 mars 2019.
En mai 2025, Everglow annonce la fin de son contrat avec Yuehua Entertainment. Sihyeon annonce toutefois que le groupe ne se séparera pas et continuera ses activités.

## Carrière

### Pré-début
Sihyeon participe à la première saison du programme Produce 101 (en) de la chaîne Mnet en 2016. Elle termine en 40e position et a par la suite signé chez Yuehua Entertainment. En 2018, elle revient pour la troisième saison du programme, Produce 48, aux côtés de deux autres stagiaires de son agence, Yena et Yiren. Tandis que Yena se classe à la 4e place lors de l’épisode final, lui permettant de devenir membre du girl group temporaire Iz*One, Sihyeon et Yiren sont éliminées lors du onzième épisode, finissant respectivement aux 27e et 28e places,.
Onda, sous le nom Jo Se-rim, participe au programme Idol School (en) de Mnet en 2017. Elle est éliminée lors du quatrième épisode, terminant à la 40e place,.
Le 17 février 2019, Yuehua Entertainment révèle qu’il lance un nouveau girl group nommé Everglow. Les comptes Instagram et Twitter officiels du groupe ainsi que son fancafé sont ouverts le lendemain,. L’agence présente les membres du groupe via une série de vidéos intitulée Crank in Film sur la chaîne YouTube de Stone Music Entertainment.

### 2019: Début avecArrival of EverglowetHush
Le 18 mars 2019, Everglow fait ses débuts avec son premier single album, Arrival of Everglow, accompagné du clip vidéo de Bon Bon Chocolat,,,. Le groupe fait ses débuts sur scène le 21 mars, lors de l’émission télévisée M Countdown de Mnet.
Le 19 août, Everglow sort son second single album, Hush, ainsi que le clip vidéo d’Adios,.

### 2020: Montée en succès avecreminicenceet‐77.82X‐78.29.
Le 3 février 2020, Everglow fait son retour avec un premier mini-album intitulé Reminicence porté par la chanson phare Dun Dun. Le clip vidéo de ce titre surpassera la barre des 300 millions de vues en février 2025.
Le 21 septembre, les filles font leur grand retour avec un second mini-album, ‐77.82x-78.29, et sa chanson phare "La Di Da". Le 12 novembre, Everglow sort un single, Let me Dance qui fait partie de la bande originale du drama The Spies Who Loved Me. Seules quatre membres ont participé à l'enregistrement du single, E:U, Sihyeon, Mia et Aisha.[réf. nécessaire]

### 2021-2022:Last Melody, Return of the girl et pause de Yiren
Le 25 mai 2021, Everglow revient et sort son 3e single album Last Melody composé de trois titres : First, Don't Ask Don't tell et Please Please. De plus, une annonce est faite concernant le rôle de leader qui est transféré d'E:U à Sihyeon. Plus tard, le groupe remporte pour la seconde fois de sa carrière la première place de l'émission de classement musical The Show avec son titre First.
Le 25 août, le groupe sort un single promotionnel intitulé Promise dans le cadre de l'UNICEF Promise Campaign.
Le 1er décembre, le groupe fait un retour avec un album intitulé Return of the girl.[réf. nécessaire]
Le 9 janvier 2022, le label du groupe annonce que Yiren prendra une pause dans ses activités pour retourner en Chine et que de ce fait, le groupe promouvra temporairement à cinq membres. Alors qu’elle devait revenir fin février, Yiren ne rentrera en Corée du Sud que début novembre. Durant cette période, les cinq autres membres ont participé à plusieurs festivals de musique à travers le monde, tels qu’à Londres, en Arabie saoudite, ou au Kazakhstan.
Le 18 novembre, le groupe sort une musique avec le producteur et compositeur allemand TheFatRat, intitulé Ghost Light. Elle possède deux versions, une en anglais et une en coréen, marquant la première musique du groupe uniquement en anglais. Cependant, cette collaboration n'aura lieu qu'avec cinq des filles, Yiren étant toujours en pause à ce moment-là.[réf. nécessaire]

## Membres
| Nom de scène | Nom de scène | Nom de naissance | Nom de naissance | Date de naissance | Nationalité  | Positions                                              |
| Romanisé     | Coréen       | Romanisé         | Coréen           | Date de naissance | Nationalité  | Positions                                              |
| ------------ | ------------ | ---------------- | ---------------- | ----------------- | ------------ | ------------------------------------------------------ |
| E:U          | 이유         | Park Ji-won      | 박지원           | 19 mai 1998       | Sud-coréenne | Rappeuse, danseuse et unnie (la plus âgée)             |
| Sihyeon      | 시현         | Kim Si-hyeon     | 김시현           | 5 août 1999       | Sud-coréenne | Leader et chanteuse                                    |
| Mia          | 미아         | Han Eun-ji       | 한은지           | 13 janvier 2000   | Sud-coréenne | Chanteuse et danseuse                                  |
| Onda         | 온다         | Jo Se-rim        | 조세림           | 18 mai 2000       | Sud-coréenne | Chanteuse et danseuse                                  |
| Aisha        | 아샤         | Heo Yoo-rim      | 허유림           | 21 juillet 2000   | Sud-coréenne | Rappeuse et chanteuse                                  |
| Yiren        | 이런         | Wang Yiren       | 王怡人           | 29 décembre 2000  | Chinoise     | Chanteuse, danseuse, centre et maknae (la plus jeune), |

## Discographie

### Mini-albums (EP)
| Année                                                                        | Titre              | Détails                                                                   | Classements | Classements | Classements | Ventes               |
| Année                                                                        | Titre              | Détails                                                                   | COR         | JAP         | USA World   | Ventes               |
| ---------------------------------------------------------------------------- | ------------------ | ------------------------------------------------------------------------- | ----------- | ----------- | ----------- | -------------------- |
| 2020                                                                         | Reminiscence       | - Date de sortie : 3 février 2020 - Label : Yuehua Entertainment Korea    | 4           | 36          | 14          | COR : plus de 29 400 |
| 2020                                                                         | -77.82X-78.29      | - Date de sortie : 21 septembre 2020 - Label : Yuehua Entertainment Korea | 4           | —           | —           | COR : plus de 45 700 |
| 2021                                                                         | Return of The Girl | - Date de sortie : 1er décembre 2021 - Label : Yuehua Entertainment Korea | 10          | —           | —           | COR : plus de 46 000 |
| "—" indique que l'album ne s'est pas classé ou n'est pas sorti dans ce pays. |                    |                                                                           |             |             |             |                      |

### Single albums
| Année | Titre               | Détails                                                              | Classement | Ventes               |
| Année | Titre               | Détails                                                              | COR        | Ventes               |
| ----- | ------------------- | -------------------------------------------------------------------- | ---------- | -------------------- |
| 2019  | Arrival of Everglow | - Date de sortie : 18 mars 2019 - Label : Yuehua Entertainment Korea | 6          | COR : plus de 20 200 |
| 2019  | Hush                | - Date de sortie : 19 août 2019 - Label : Yuehua Entertainment Korea | 5          | COR : plus de 20 600 |
| 2021  | Last Melody         | - Date de sortie : 25 mai 2021 - Label : Yuehua Entertainment Korea  | 4          | COR : plus de 52 900 |
| 2023  | All My Girls        | - Date de sortie : 18 août 2023 - Label : Yuehua Entertainment Korea | 13         | COR : plus de 42 600 |
| 2024  | Zombie              | - Date de sortie : 10 juin 2024 - Label : Yuehua Entertainment Korea | 9          | COR : plus de 29 800 |

### Singles
| Année                                                          | Titre                         | Meilleure position | Meilleure position | Meilleure position | Album               |
| Année                                                          | Titre                         | COR                | JAP                | USA World          | Album               |
| -------------------------------------------------------------- | ----------------------------- | ------------------ | ------------------ | ------------------ | ------------------- |
| 2019                                                           | Bon Bon Chocolat (봉봉쇼콜라) | —                  | —                  | 5                  | Arrival of Everglow |
| 2019                                                           | Adios                         | —                  | —                  | 2                  | Hush                |
| 2020                                                           | Dun Dun                       | —                  | 61                 | 3                  | Reminiscence        |
| 2020                                                           | La Di Da                      | —                  | —                  | 5                  | -77.82X-78.29       |
| 2021                                                           | First                         | —                  | —                  | 5                  | Last Melody         |
| 2021                                                           | Pirate                        | —                  | —                  | 13                 | Return of The Girl  |
| 2022                                                           | Ghost Light (avec TheFatRat)  | —                  | —                  | —                  | Hors album          |
| 2023                                                           | Slay                          | —                  | —                  | 13                 | All My Girls        |
| 2024                                                           | Zombie                        | —                  | —                  | —                  | Zombie              |
| "—" indique que le titre ne s'est pas classé dans cette région |                               |                    |                    |                    |                     |

## Tournées
| Année     | Nom                          | Dates | Région                                         | Note    | Réf.   |
| --------- | ---------------------------- | ----- | ---------------------------------------------- | ------- | ------ |
| 2020      | Everlasting Tour in US       | 5     | États-Unis                                     |         | [ 44 ] |
| 2022      | Everglow Southeast Asia Tour | 4     | Asie du Sud-Est                                | Annulée | [ 45 ] |
| 2023–2024 | [All My Girls] Tour          | 18    | États-Unis (10), Europe (6), Japon (2)         |         | ,      |
| 2024      | [Pulse & Heart] Tour         | 10    | États-Unis (5), Amérique Latine (3), Japon (2) |         | [ 48 ] |

## Filmographie

### Reality shows
| Année | Chaîne     | Titre         | Épisodes | Note                           |
| ----- | ---------- | ------------- | -------- | ------------------------------ |
| 2019  | M2 de Mnet | Everglow Land | 5        | Première diffusion le 13 août, |

### Dramas
| Année | Chaîne | Titre                          | Rôle        |
| ----- | ------ | ------------------------------ | ----------- |
| 2019  | tvN    | When the Devil Calls Your Name | Elles-mêmes |

## Récompenses et nominations

### Asia Artist Awards
| Année | Travail nommé | Titre                                    | Résultat   |
| ----- | ------------- | ---------------------------------------- | ---------- |
| 2019  | Everglow      | Popularity Award (Singer)                | Nomination |
| 2019  | Everglow      | Starnews Popularity Award (Female Group) | Nomination |

### Genie Music Awards
| Année | Travail nommé | Titre                        | Résultat   |
| ----- | ------------- | ---------------------------- | ---------- |
| 2019  | Everglow      | The Top Artist               | Nomination |
| 2019  | Everglow      | The Female New Artist        | Nomination |
| 2019  | Everglow      | Genie Music Popularity Award | Nomination |
| 2019  | Everglow      | Global Popularity Award      | Nomination |

### Mnet Asian Music Awards
| Année | Travail nommé | Titre                             | Résultat   |
| ----- | ------------- | --------------------------------- | ---------- |
| 2019  | Everglow      | Artist of the Year                | Nomination |
| 2019  | Everglow      | Best New Female Artist            | Nomination |
| 2019  | Everglow      | Worldwide Fans' Choice Top 10     | Nomination |
| 2019  | Everglow      | 2019 Qoo10 Favorite Female Artist | Nomination |

### Seoul Music Awards
| Année | Travail nommé | Titre                                    | Résultat   |
| ----- | ------------- | ---------------------------------------- | ---------- |
| 2020  | Everglow      | New Artist Award                         | Nomination |
| 2020  | Everglow      | Popularity Award                         | Nomination |
| 2020  | Everglow      | Hallyu Special Award                     | Nomination |
| 2020  | Everglow      | QQ Music Most Popular K-Pop Artist Award | Nomination |